# MS European Gateway
El MS European Gateway fue un transbordador de automóviles y pasajeros de carga rodada de tipo Ro-Ro construido en 1975, originalmente propiedad y operado por Townsend Thoresen. El 19 de diciembre de 1982, volcó tras una colisión contra el Speedlink Vanguard frente a Harwich, y se asentó en un banco de arena. El barco tenía 34 pasajeros y 36 tripulantes en ese momento. Seis personas murieron en el vuelco. Posteriormente fue reflotado y reparado, y prestó servicio en las islas griegas como Penelope, hasta 2013, cuando fue desguazado en los desguaces de Aliağa (Turquía).